# Бочацьке озеро
Бочацьке озеро, озеро Бочаць (босн. Jezero Bočac) — штучне озеро в Боснії і Герцеговині, на річці Врбас, на території громад Мрконіч-Град, Кнежево і Баня-Лука Республіки Сербської. Озеро виникло внаслідок будівництва греблі для потреб однойменної гідроелектростанції, введеної в експлуатацію 1981 року, і править за водосховище для неї. Живиться водою з річки Врбас і проходить через каньйон, який утворюють схили гір Чемерниця та Маняча. Водоймище лежить за 50 км від Бані-Луки і за 15 км від Мрконіч-Града.
У цьому озері водиться судак, короп і пструг.